# João de Lorena
João de Lorena (em francês:  Jean de Lorraine; 9 de abril de 1498 - 10 de maio de 1550) foi um arcebispo e cardeal francês, primeiro Cardeal de Lorena.

## Biografia
De uma família nobre, era filho do duque Renato II de Lorena e de Filipa de Gueldres, sendo irmão mais novo de António, Duque da Lorena e Cláudio, Duque de Guise. Assim, era tio dos também cardeais Carlos de Lorena-Guise e de Luís de Lorena-Guise, assim como tio-avô dos cardeais Luís II de Guise e Luís III de Guise.

## Episcopado
Nomeado bispo de Métis em 26 de julho de 1501, quando seu tio-avô Henrique de Lorena-Vaudémont renunciou à Sé em seu favor e se tornou seu administrador até que Jean tivesse 20 anos e bispo até ter 27, ele recebeu as bulas do Papa Alexandre VI em 3 de novembro de 1501, quando contava com pouco mais de 3 anos e quando seu tio faleceu em 20 de outubro de 1505, tornou-se administrador eleito pelo capítulo da catedral após a morte de Dom Henrique. Ocupou a sé até sua morte, quando seu sobrinho, Carlos de Lorena-Guise, nomeado bispo-coadjutor, com direito de sucessão, em 16 de novembro de 1547, o sucedeu.

## Cardinalato
Foi criado cardeal no consistório de 28 de maio de 1518 pelo Papa Leão X, recebendo o barrete cardinalício e o título de Cardeal-diácono de Santo Onofre em 7 de janeiro de 1519.
Administrou várias prelazias e dioceses na França. Em 20 de junho de 1537, torna-se arcebispo de Lyon, renunciou ao cargo em favor do cardeal Hipólito II d'Este em 29 de outubro de 1539. Enviado pelo rei Francisco I da França ante o Sacro Imperador Carlos V para concluir o tratado de paz entre eles, depois de agosto de 1537.
Ele era um conselheiro e ministro de Estado do rei Francisco I da França e foi enviado a várias missões diplomáticas, mas no final do reinado do monarca, o cardeal caiu em desgraça e foi viver em Roma. Ele foi um patrono dos intelectuais, escritores e artistas, como Desiderius Erasmus, Clément Marot e Benvenuto Cellini. Sua generosidade para com os pobres era lendária.
Faleceu em 10 de maio de 1550, de uma apoplexia na mesa de jantar, enquanto retornando da Itália. Levado para Joinville, seu corpo foi sepultado na igreja colegial de Saint-Laurent, três semanas mais tarde, foi transferido para Nancy e sepultado na igreja do convento do Cordeliers (franciscanos) daquela cidade, ao lado de seu pai. Como ele tinha pedido, o enterro, ordenados por Cristina da Dinamarca e Nicolau de Vaudémont, regente do ducado de Lorena durante a menoridade de Duque Carlos II da Lorena, foi celebrado com grande pompa.

## Conclaves
- Conclave de 1521–1522 – não participou da eleição do Papa Adriano VI.
- Conclave de 1523 – participou da eleição do Papa Clemente VII.
- Conclave de 1534 – participou da eleição do Papa Paulo III.
- Conclave de 1549–1550 -  participou da eleição do Papa Júlio III.